# جيمس مورتون (لاعب كرة قدم)
جيمس مورتون (بالإنجليزية: James Morton)‏ هو لاعب كرة قدم بريطاني، ولد في 1999 في برستل في المملكة المتحدة. لعب مع فوريست غرين.

## وصلات خارجية
- جيمس مورتون على موقع قاعدة بيانات كرة القدم.إي يو (الإنجليزية)
- جيمس مورتون على موقع Soccerway.com (الإنجليزية)